# Dangerous Lies
Dangerous Lies (conocida en Hispanoamérica como Mentiras peligrosas) es una película estadounidense de suspenso dirigida por Michael Scott y estrenada en 2020. Protagonizada por Camila Mendes, Jessie T. Usher, Jamie Chung, Cam Gigandet, Sasha Alexander y Elliott Gould, fue añadida al catálogo de Netflix el 30 de abril de 2020.

## Sinopsis
Katie y Adam son un joven matrimonio que se las arregla para llegar a fin de mes. Ahogada por las deudas, Katie consigue trabajo cuidando a un anciano adinerado que vive solo en su enorme casa de campo. Un día el anciano fallece por supuestas causas naturales y en su testamento le deja toda su fortuna a Katie, quien llevaba cuidándolo apenas cuatro meses. A raíz del testamento, empiezan a desatarse oscuras conspiraciones que ponen en serio riesgo la vida de la pareja.

## Reparto
- Camila Mendes es Katie Franklin.
- Jessie Usher es Adam Kettner.
- Jamie Chung es Julia Byron-Kim.
- Cam Gigandet es Mickey Hayden.
- Sasha Alexander es la detective Chesler.
- Elliott Gould es Leonard Wellesley.
- Michael P. Northey es George Calvern.